# 石氏 (鄭休妻)
石氏（?—?），郑休之妻，晉朝時期女性人物，籍贯不详。
石氏年轻时贤惠有德操，十余岁就为乡里所称道。嫁给郑休为继室，被九族所推重。郑休前妻女儿很小，郑休之父郑布临终，有庶子郑沈刚刚出生，命人遗弃，石氏说：“怎能让公公的后裔不存！“于是抚养前妻之女和小叔子郑沈，得到宗族亲戚的讚誉。力量不能再抚养更多的人，九年之中，三次不养育自己的子女。